# Gare de La Basse-Indre-Saint-Herblain
Gare de La Basse-Indre-Saint-Herbalin – stacja kolejowa w Saint-Herblain, w regionie Kraj Loary, we Francji. Znajdują się tu 2 perony.